# Scream With Me
«Scream With Me» es el primer sencillo del material discográfico Mudvayne, el quinto álbum de estudio de la banda de metal alternativo Mudvayne, lanzado el 21 de diciembre de 2009.
La canción ocupó la posición número 16 en el Rock Songs del conteo de Billboard.

## Video
El video fue estrenado el 21 de diciembre de 2009, el mismo día que fue lanzado el álbum. Fue dirigido por Frankie Nasso y es el primero de tres videos conceptuales, los sucesores fueron "Heard It All Before" y "Beautiful and Strange." La canción trata sobre la depresión y desesperación.

## Posicionamiento
| Lista      | Posición |
| ---------- | -------- |
| Rock Songs | 16       |